# Cratere Cochran
Cochran  è un cratere sulla superficie di Venere. Deve il suo nome a Jacqueline Cochran, aviatrice statunitense.